# Sawoj-Nunatak
Der Sawoj-Nunatak (bulgarisch нунатак Завой nunatak Sawoj) ist ein größtenteils vereister, in nordnordwest-südsüdöstlicher Ausrichtung 2,8 km langer und 1,4 km breiter sowie 950 m hoher Nunatak auf der Westseite der Elgar Uplands auf der Alexander-I.-Insel westlich der Antarktischen Halbinsel. Er ragt 7,57 km nördlich der Appalachia-Nunatakker, 15,38 km östlich des Mount Morley, 14 km südsüdöstlich des Shaw-Nunataks und 9,42 km südsüdwestlich des Tegra-Nunataks auf. Das Nichols-Schneefeld liegt nordwestlich, der Gilbert-Gletscher südwestlich und das Kopfende des Bartók-Gletschers südöstlich von ihm.
Britische Wissenschaftler kartierten ihn 1971. Die bulgarischen Geologen Christo Pimperew und Borislaw Kamenow besuchten die Umgebung am 30. Januar 1988 gemeinsam mit Philip Nell und Peter Marquis vom British Antarctic Survey. Die bulgarische Kommission für Antarktische Geographische Namen benannte ihn 2017 nach der Ortschaft Sawoj im Südosten Bulgariens.